# Waldemar Pędzich
Waldemar Pędzich (ur. 25 czerwca 1961) – polski lekkoatleta uprawiający biegi długodystansowe, specjalizujący się w biegu na 100 km i biegu 24-godzinnym.

## Życiorys
W 1999 roku podczas Mistrzostw Polski w biegu na 100 km w Kaliszu zajął 6. miejsce z wynikiem 7:08:47.
W 2000 roku podczas Mistrzostw Europy w biegu 24-godzinnym w Uden, Holandia zajął 18. miejsce z wynikiem 216,570 km.
W 2001 roku podczas Mistrzostw Polski w biegu na 100 km w Kaliszu zajął 6. miejsce z wynikiem 7:17:25.
W 2007 roku podczas Mistrzostw Świata w biegu 24-godzinnym w Drummondville, Kanada zajął 16. miejsce z wynikiem 223,967 km.
W 2008 roku podczas Mistrzostw Polski w biegu 24-godzinnym w Krakowie zdobył złoty medal z wynikiem 243,621 km.
W 2009 roku podczas Mistrzostw Polski w biegu 24-godzinnym w Rudzie Śląskiej zdobył złoty medal z wynikiem 230,420 km.
W 2010 roku podczas Mistrzostw Polski w biegu 24-godzinnym w Katowicach zajął 47. miejsce z wynikiem 100,778 km.
W 2011 roku podczas Mistrzostw Polski w biegu 24-godzinnym w Katowicach zajął 52. miejsce z wynikiem 80,000 km.
W 2012 roku podczas Mistrzostw Polski w biegu 24-godzinnym w Katowicach zajął 20. miejsce z wynikiem 168,367 km.
Podczas Mistrzostw Europy w biegu 24-godzinnym w Katowicach zdobył brązowy medal w drużynie z Piotrem Sawickim, Pawłem Szynalem i Andrzejem Radzikowskim, z wynikiem 741,267 km.
W 2015 roku podczas Mistrzostw Polski w biegu 24-godzinnym w Łyse zajął 16. miejsce z wynikiem 186,746 km.
W 2018 roku podczas Mistrzostw Polski w biegu 24-godzinnym w Łyse zajął 46. miejsce z wynikiem 143,671 km.

## Osiągnięcia
| Rok  | Impreza                                      | Miejsce               | Konkurencja   | Pozycja      | Wynik     |
| ---- | -------------------------------------------- | --------------------- | ------------- | ------------ | --------- |
| 1997 | Mistrzostwa Europy w biegu na 100 km 1997    | Firenze               | indywidualnie | 33. miejsce  | 7:58:06   |
| 1999 | Mistrzostwa Świata w biegu na 100 km 1999    | Chavagnes-en-Paillers | indywidualnie | 47. miejsce  | 7:30:59   |
| 2000 | Mistrzostwa Europy w biegu 24-godzinnym 2000 | Uden                  | indywidualnie | 18. miejsce  | 216 570 m |
| 2002 | Mistrzostwa Europy w biegu 24-godzinnym 2002 | Gravigny              | indywidualnie | 50. miejsce  | 115 375 m |
| 2003 | Mistrzostwa Europy w biegu 24-godzinnym 2003 | Uden                  | indywidualnie | 67. miejsce  | 150 173 m |
| 2003 | Mistrzostwa Świata w biegu 24-godzinnym 2003 | Uden                  | indywidualnie | 78. miejsce  | 150 173 m |
| 2005 | Mistrzostwa Europy w biegu 24-godzinnym 2005 | Wörschach             | indywidualnie | 38. miejsce  | 204 722 m |
| 2005 | Mistrzostwa Świata w biegu 24-godzinnym 2005 | Wörschach             | indywidualnie | 50. miejsce  | 204 722 m |
| 2006 | Mistrzostwa Świata w biegu 24-godzinnym 2006 | Tajpej                | indywidualnie | 59. miejsce  | 157 695 m |
| 2007 | Mistrzostwa Świata w biegu 24-godzinnym 2007 | Drummondville         | indywidualnie | 16. miejsce  | 223 967 m |
| 2009 | Mistrzostwa Europy w biegu 24-godzinnym 2009 | Bergamo               | indywidualnie | 90. miejsce  | 100 921 m |
| 2009 | Mistrzostwa Świata w biegu 24-godzinnym 2009 | Bergamo               | indywidualnie | 111. miejsce | 100 921 m |
| 2012 | Mistrzostwa Europy w biegu 24-godzinnym 2012 | Katowice              | indywidualnie | 40. miejsce  | 217 060 m |
| 2012 | Mistrzostwa Europy w biegu 24-godzinnym 2012 | Katowice              | drużynowo     | 3. miejsce   | 741 267 m |
| 2012 | Mistrzostwa Świata w biegu 24-godzinnym 2012 | Katowice              | indywidualnie | 51. miejsce  | 217 060 m |
| 2012 | Mistrzostwa Świata w biegu 24-godzinnym 2012 | Katowice              | drużynowo     | 4. miejsce   | 741 267 m |